# Acremma albipoda
Acremma albipoda is een vlinder van de familie van de spinneruilen (Erebidae). De wetenschappelijke naam van deze soort is voor het eerst voorgesteld door Emilio Berio in een publicatie uit 1959.
De soort komt voor op Madagaskar.